# Helmut Haussmann

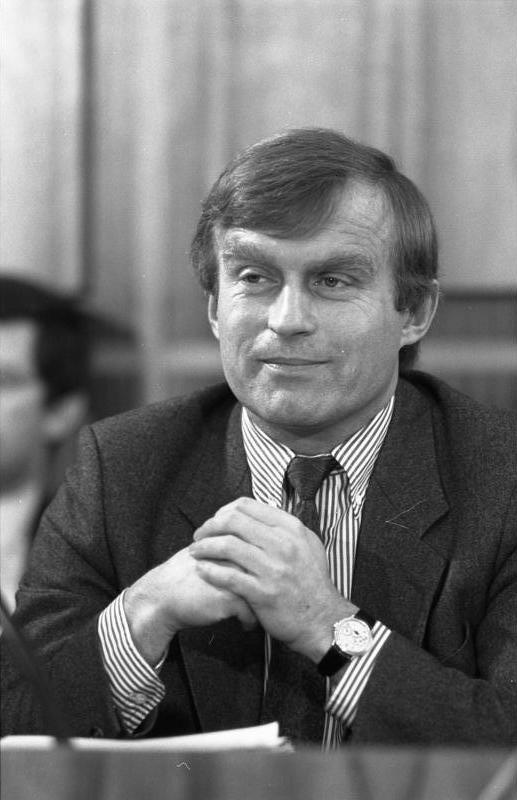
Helmut Haussmann, 1987

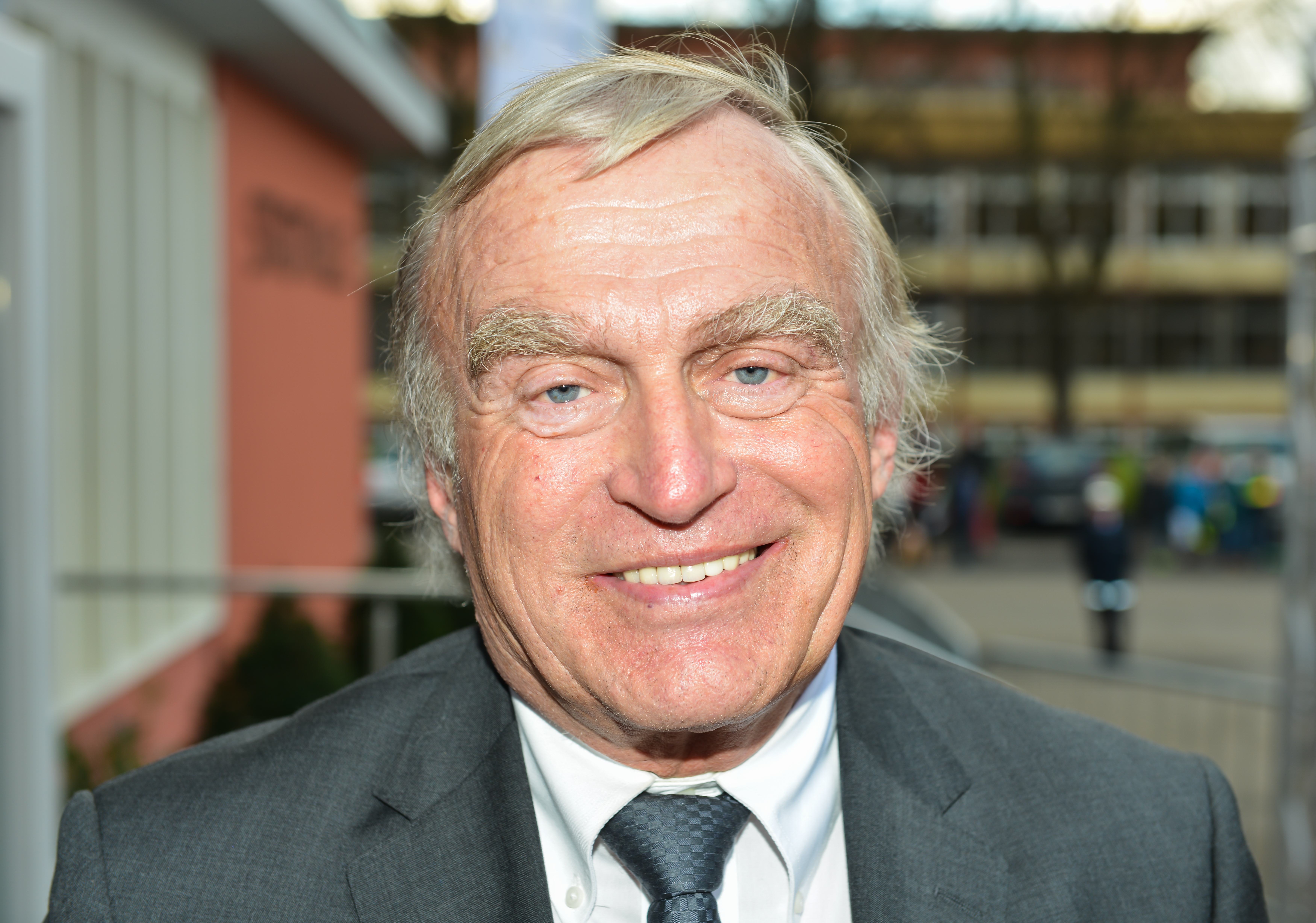
Helmut Haussmann, 2014

Helmut Haussmann (* 18. Mai 1943 in Tübingen) ist ein deutscher Politiker (FDP). Er war von 1988 bis 1991 Bundesminister für Wirtschaft.

## Leben und Beruf
Nach dem Abitur 1961 studierte Haussmann Wirtschafts- und Sozialwissenschaften in Tübingen, Hamburg und Nürnberg. 1968 beendete er sein Studium mit dem Diplom. Danach war er als geschäftsführender Gesellschafter bei der väterlichen Firma Berninger & Spilcke KG in Bad Urach tätig. 1971 wechselte er als Forschungsassistent an den Lehrstuhl für Unternehmensführung an der Wirtschafts- und Sozialwissenschaftlichen Fakultät der Universität Erlangen-Nürnberg. 1975 erfolgte seine Promotion zum Dr. rer. pol. mit der Arbeit Unternehmensordnung und Selbstbestimmung. Seit 1991 ist er bei der Unternehmensberatung Capgemini tätig. 1996 wurde er zum Honorarprofessor für Internationales Management an der Universität Erlangen-Nürnberg berufen. Seit 2010 ist er außerplanmäßiger Professor an der Wirtschaftswissenschaftlichen Fakultät der Universität Tübingen.
Helmut Haussmann ist mit Margot Haussmann verheiratet. Die Familie ist ein Zweig der Haußmann von Reudern.

## Politische Laufbahn
Haussmann war Mitglied der Jungdemokraten und ist Mitglied der FDP. Von 1975 bis 1987 war er FDP-Kreisvorsitzender in Reutlingen. Von 1975 bis 1980 war Haussmann Mitglied im Gemeinderat von Bad Urach, wo er auch wohnhaft ist.
Von 1976 bis 2002 war er Mitglied des Deutschen Bundestages. Helmut Haussmann war zuletzt (14. Wahlperiode 1998) über die Landesliste Baden-Württemberg in den Deutschen Bundestag eingezogen. Bei der Bundestagswahl 2002 verpasste er den erneuten Sprung in den Bundestag um einen Listenplatz, weil die baden-württembergische FDP im Gegensatz zum Bundestrend Stimmenverluste hinnehmen musste.
Vom 1. Juni 1984 bis zum 8. Oktober 1988 war er Generalsekretär der FDP. Als Martin Bangemann EU-Kommissar wurde, wurde Haussmann am 9. Dezember 1988 als Bundesminister für Wirtschaft in die von Bundeskanzler Helmut Kohl geführte Bundesregierung berufen. Während des Prozesses der deutschen Wiedervereinigung warnte Haussmann vor übereilten Schritten, während der Kanzler und der Finanzminister schnell die Deutsche Mark in Ostdeutschland einführen wollten. Der Vertrag über die Wirtschafts- und Währungsunion wurde deswegen vor allem im Finanzministerium ausgearbeitet. Nach der Bundestagswahl 1990 schied Haussmann am 18. Januar 1991 aus der Bundesregierung aus.
Bei der Europawahl 1999 war Haussmann FDP-Spitzenkandidat.

## Sonstiges Engagement
Haussmann war von 1979 bis 1982 stellvertretender Vorsitzender und gehört seit 1982 dem Kuratorium der Friedrich-Naumann-Stiftung für die Freiheit an.

## Ehrungen
- 1983: Verdienstkreuz am Bande der Bundesrepublik Deutschland
- 2020: Reinhold-Maier-Medaille
- 2022: Ehrenbürgerschaft der Stadt Bad Urach[4]

## Werke
- Unternehmensordnung und Selbstbestimmung. Organisatorische Ansätze direkter und indirekter Partizipation. Mit einem Geleitwort von Ralf Dahrendorf (= Gesellschaftsforschung und Gesellschaftspolitik. Band 3). Lang, Frankfurt am Main u. a. 1977, ISBN 3-261-01757-0 (Erlangen-Nürnberg, Universität, Dissertation, 1975).
- Möglichkeiten der Ost-West-Kooperation (= Diskussionsbeiträge. Heft 55). Lehrstuhl für Allgemeine Betriebswirtschaftslehre und Unternehmensführung der Universität Erlangen, 1990, ISSN 0171-9963.
- Bund der Selbständigen e. V., Landesverband NRW (Hrsg.): „Wer den Starken schwächt, kann dem Schwachen nicht helfen“. Bundeswirtschaftsminister a. D. Dr. Helmut Haussmann im Gespräch mit Joachim Schäfer (= Klartext. September 1992). BDS, Landesverband NRW, 1992, ZDB-ID 1378443-2.